# Milan Šrejber
Milan Šrejber (Praga, 30 dicembre 1963) è un ex tennista cecoslovacco.
Rappresentò l'allora Cecoslovacchia alle Olimpiadi di Seoul del 1988. In coppia Miloslav Mečíř raggiunse le semifinali del doppio maschile: la coppia fu sconfitta dagli americani Ken Flach e Robert Seguso ma si aggiudicò comunque la medaglia di bronzo.
Giocatore destro, Šrejber vinse in carriera un solo titolo di singolo nel 1988 a Rye Brook. Il 13 ottobre 1986 occupava la posizione numero 23 della classifica ATP.